# Џели Рол Мортон
Џели Рол Мортон (енгл. Jelly Roll Morton), право име Фердинанд Џозеф ла Мент (фр. Ferdinand Joseph La Menthe; Њу Орлеанс, 20. октобар 1890 — Лос Анђелес, 10. јун 1941) био је амерички пијаниста и композитор џез музике.
Убраја се међу водеће личности из прве фазе џеза (Њу Орлеанс стил). Основао је и водио Red Hot Peppers оркестар са којим је 1923. направио прве снимке. Својим композицијама Jelly Roll Blues, Black Bottom Stomp и интерпретацијама, у којим повезује регтајм са блузом, је битно допринео развоју пијанистичког џез-стила.
Почетком 30-година прошлог његову слава полако пролази појавом Луиса Армстронга и других иноватора на подручју џеза.